# Moroleón
Moroleón è una città dello stato di Guanajuato, nel Messico centrale, capoluogo dell'omonima municipalità.
La municipalità conta 49.364 abitanti e copre un'area di 164,97 km².